# Родатичі
Рода́тичі — село в Україні, у Городоцькій міській громаді Львівського району Львівської області. Населення — 1 750 осіб (2025). До 2020 року орган місцевого самоврядування — Городоцька міська рада.

## Географія
Село Родатичі розташоване за 40 км від обласного центра. Через село пролягає автошлях міжнародного значення М11 Львів — Шегині, що є складовою європейського маршруту E40 та залізнична лінія Львів — Мостиська II, на якій розташований пасажирський однойменний зупинний пункт.

### Топоніми
За кількістю елементів інфраструктури, а це 10 вулиць з 1144 будинками.
Вулиці:
- Івана Франка
- Залізнична
- Зелена
- Нова
- Підгірка
- Підгірна
- Піскова
- Садова
- Тиха
- Тараса Шевченка

## Історія
Перші письмові згадки про село відносяться до 1370 року. Село Городятичі (від 1939 року — Родатичі) належало до королівських володінь. У люстрації 1565 року (опис Королівщини) можна отримати інформацію, що село складалося з двох частин: в одній мешкало 39 сімей, у другій — 8 сімей.
На початку XVII століття, після татарських нападів, село занепадає, але невдовзі було відбудоване. 1623 року у Родатичах існувало 42 хати, млин і корчма. Восени 1648 року Богдан Хмельницький розпочав похід на Галичину. Село було розграбоване, позаяк більшість населення було поляками. Йосифінська метрика 1763 року фіксує в селі 180 будинків. Крім житлових домів був новий фільварок та млин площею 9 м². Про цілковиту неграмотність населення свідчить поставлені хрестики замість підписів перед прізвищами сільських керівників. В селі була дерев'яна церква Втечі Матері Божої до Єгипту покрита гонтом.
Весною 1848 року, після скасування панщини, у Родатичах мали місце селянські заворушення, які були придушені владою із застосуванням війська. Внутрішнє напруження у громаді існувало і в пізніші часи. Зокрема з 1866 року й до початку 1880-х років громада неодноразово відмовлялася дотримуватися австрійських законів, самовільно займала землі. 1880 року в селі було 296 хат та мешкало там 1885 осіб. Крім того було 13 хат у фільварку та мешкало в них 67 осіб. У селі переважало польське населення, а також було лише 89 українців та 30 юдеїв. У 1886 році черниці зі львівського монастиря Святої Терези проводили в селі для жінок курси правильного ведення домашнього та сільського господарства. Настоятелька монастиря Марія Антонія Мірська була фундаторкою будівництва католицького храму в Родатичах.
Постановою РНК СРСР від 29 грудня 1939 року про депортацію населення із західних областей України й Білорусі, яка передбачала насильницьке виселення із згаданих областей польських осадників у північні райони СРСР, з села виселялися родини семи лісників, українці прямо заявляли, що радянська влада чинить неправильно. Цікаво, що ініціатором такої антирадянської позиції був депутат Народних зборів Західної України Когеляк (українець).
За радянських часів на території села діяло декілька колгоспів, один з них мав назву «Україна» та розташовувався у західній частині села. Нині ці будівлі перебувають у занедбаному стані.
12 червня 2020 року, відповідно до розпорядження Кабінету Міністрів України № 718-р «Про визначення адміністративних центрів та затвердження територій територіальних громад Львівської області», село увійшло до складу Городоцької міської громади.
19 липня 2020 року, в результаті адміністративно-територіальної реформи та ліквідації Городоцького району, село увійшло до складу новоутвореного Львівського району.

## Населення

### Мова
Розподіл населення за рідною мовою за даними перепису 2001 року:
| Мова       | Кількість | Відсоток |
| ---------- | --------- | -------- |
| українська | 1902      | 99,48 %  |
| російська  | 9         | 0,47 %   |
| румунська  | 1         | 0,05 %   |
| Всього     | 1912      | 100 %    |

## Пам'ятки

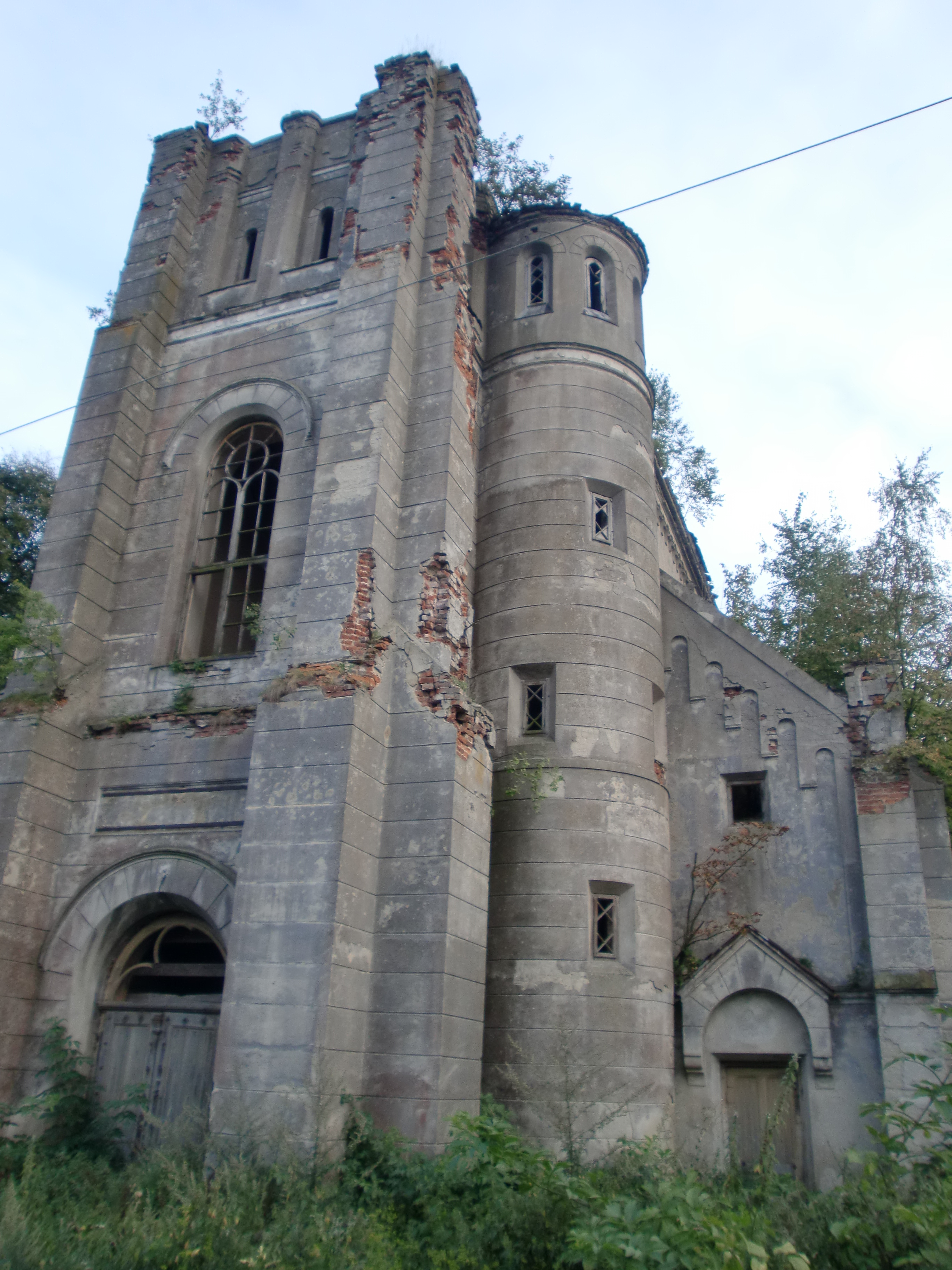
Покинутий католицький храм Святої Трійці

- Костел Святої Трійці, збудований у 1897—1898 роках за проєктом архітектора Альфреда Каменобродського коштом Марії Антонії Мірської, настоятельки Згромадження сестер провіденціалісток (Монастир Святої Терези у Львові)[10]. У 1898 році костел був посвячений, але ще до 1905 року тривали будівельні роботи[11]. У костелі був один із останніх органів львівського майстра Яна Слівінського, побудови 1903 року, незадовго до його смерті. У 1919—1921 роках фірма Рігер замінила пищалки, а 1942 року орган зазнав ремонту. У 1952—1956 роках в костелі містився магазин збіжжя та хімікатів. Згодом костел вирішили переоблаштувати під клуб культури. Але цей клуб так і не був відкритий. Так він простояв кілька років, після чого було вирішено зняти з нього покриття для нового клубу культури, який будувався в центрі села. Нині колишній костел стоїть пусткою.
- На сході села, де нині розташований новий цвинтар, поряд з польським, була збудована каплиця на честь настоятельки монастиря Марії Антонії Мірської. Біля якої було поховано ще чотирьох черниць.

## Освіта
В селі функціонує середня загальноосвітня школа, в якій навчається 248 учнів з Родатич, Тучапів, Вовчухів та інших сіл Львівського та Яворівського районів. Директор школи — Катерина Блащак.

## Медицина
В Родатичах діяла амбулаторія загальної практики сімейної медицини, яка була відкрита наприкінці 2010 року. У 2021 році відкрили нову амбулаторію.

## Культура
З 2011 року на базі «Чарівна долина» проходив щорічний міжнародний фестиваль «Захід».